# David af Trebizond
David af Trebizond (egentlig David Megas Komnenos: født ca. 1408, død 1. november 1463 i Konstantinopel) var den sidste kejser af Kejseriget Trebizond. Han var kejser fra 1460 til 1461. Hans forgænger var storbroren Johannes 4.og hans nevø Alexios 5. af Trebizond. David var fra Huset Komnenos som var et romersk-græsk dynasti. Den 14. august faldt kejserriget til det Osmanniske rige og David tog til Edirne sammen med sin familie, hvor han fik en ejendom, men det var kortvarigt, da han var alt for knyttet til det gamle Byzantinske Rige, som havde faldet. Senere blev han og sin familie taget til Konstantinopel, hvor de blev henrettet den 1. november 1463.